# 南溪水库
南溪水库位於中华人民共和国福建省福鼎市叠石乡的南溪村，位處於福建和浙江兩省的邊界，距離福鼎市中心西北约18公里处，是福建省的一個中型水力發電水庫，有一、二兩級的發電站。水库库容6700万立方米，三级电站共装机9000千瓦。

## 歷史
南溪水库在1974年开始建设，1982年6月竣工，歷時8年興建，是当年水电部的金质优质工程。

## 地理
南溪水库为福建省中型水库之一，是福鼎最大人工湖泊。南溪水库人工湖，山清水秀，景色宜人，沿水库周围竹茂林丰，山崖险峻，还有古代采银遗址“银洞”。库区上游有浙江泰顺县雅阳承天的火热溪，是一天然氡泉，其表露水温59℃，是很有医疗价值的温泉。 水库周边有南溪、岔门、古岭三个行政村。南溪水库有众多河流注入，有会甲溪、杨梅溪等在周边较为著名的河流。南溪至叠石段就是会甲溪，上有温泉，已建立起了众多的温泉宾馆。但这些都对南溪没有太多影响。南溪保留了更多的自然风景，建库以及农村人口逐渐向城市的迁移后更少地遭受人为的破坏。
南溪水电站则在石竹坑境内，因此本地人将拦河大坝称作竹坑坝头，南溪水库目前仅存三个主要渡口：石竹坑渡口、岭脚渡口、坑里渡口（福鼎话直译）。